# Theodor Leutwein
Theodor Gotthilf Leutwein (9 de maig de 1849 – 13 d'abril de 1921) va ser un administrador colonial de la colònia d'Àfrica del Sud-oest alemanya des de 1894 fins a 1904 (com a comandant de les Schutztruppe, i des de 1898 com a governador).

## Biografia
Theodor Gotthilf Lutwein va néixer a Waldbrunn, llavors Gran Ducat de Baden, el 1849, i es va unir a l'Exèrcit Prussià el 1868. Va pujar de rang fins va arribar a ser major el 1893. L'any següent, el 15 de març de 1894, va reemplaçar Curt von François com a comandant de les Schutztruppe de l'Àfrica del Sud-oest Alemanya. El seu objectiu personal al sud-oest d'Àfrica alemany era crear un "colonialisme sense vessament de sang". Durant el seu mandat allà, Leutwein va crear una administració descentralitzada amb tres centres regionals (Windhoek, Otjimbingwe i Keetmanshoop). La construcció del primer ferrocarril entre Windhoek i el port marítim de Swakopmund es va realitzar durant el seu govern. En 1899 va ser ascendit a tinent coronel, i va arribar al rang de coronel el 1901.
La seva política amb els africans natius, a la qual va anomenar "Sistema Leutwein", va ser una mescla de diplomàcia, "divideix i venceràs" i coerció militar. La seva relació amb les tribus indígenes Namaqua i Herero era, en el millor dels casos, tènue. Per contra, els colons alemanys el criticaven sovint per ser massa indulgent amb els africans. El 1904, un aixecament dels Herero va ser el començament de la fi del seu lideratge colonial. Poc després, el kàiser Guillem II va reemplaçar Leutwein amb el notori general Lothar von Trotha. Al maig de 1904 va admetre que els alemanys no havien fet presoner cap herero, després d'una recerca del diputat socialdemòcrata del Reichstag August Bebel.
En 1906, Leutwein va publicar una autobiografia, "Elf Jahre als Gouverneur in Deutsch-Südwestafrika" ("Onze anys com a governador a l'Àfrica del Sud-oest Alemanya"), que explicava la seva carrera. Va morir a Freiburg el 1923.